# Aplocera aphrodyte
Aplocera aphrodyte är en fjärilsart som beskrevs av Karl Schawerda 1913. Aplocera aphrodyte ingår i släktet Aplocera och familjen mätare. Inga underarter finns listade i Catalogue of Life.